# خواص نوری مواد

جذب و عبور نور از ماده

رفتاری که مواد مختلف در مقابل پرتوهای نور مرئی از خود نشان می‌دهند به عنوان خواص نوری مواد شناخته می‌شود. خواص نوری ماده در فیزیک نوری، یک زیرمجموعه از اپتیک، مورد مطالعه قرار می‌گیرد.
دانستن خواص اپتیکی در بسیاری از کاربردهای صنعتی و علمی مانند اندازه‌گیری دما بدون تماس با جسم، مدل‌سازی، انتقال حرارت، تکنولوژی لیزر، اپتیک (آینه‌ها، لنزها و پنجره‌های نوری)، انرژی، ساخت و ساز، صنعت فتوولتائیک، صنعت هوافضا و بسیاری دیگر از صنایع حیاتی است.
خواص نوری ماده می‌تواند به انواع پدیده‌های نوری جالب منجر شود

## خواص نوری مواد شامل

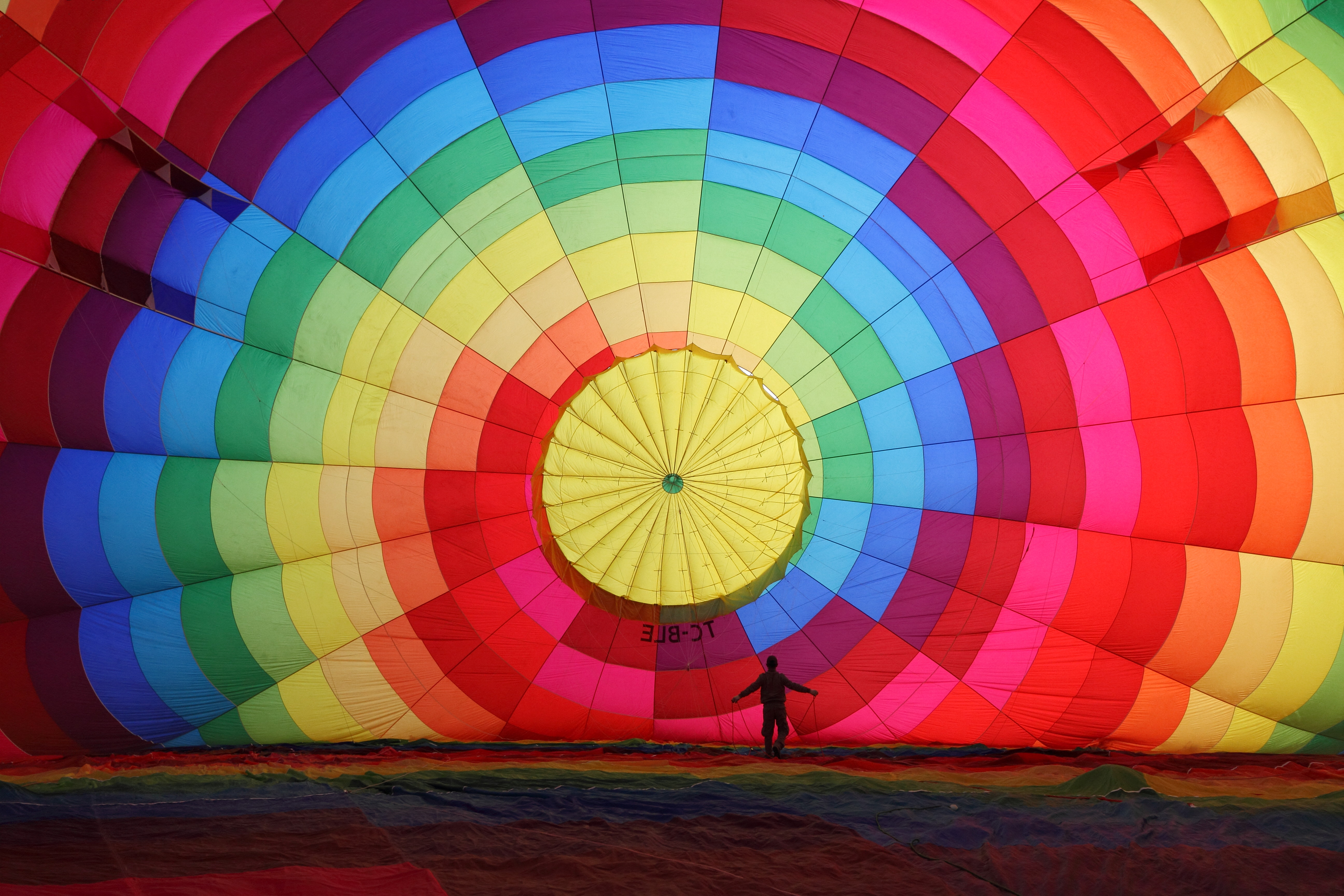
رنگ‌ها

جذب نور (به انگلیسی: absorption)، شفافیت یا عبور نور (به انگلیسی: transmittance)، رنگ (به انگلیسی: color)، شکست نور (به انگلیسی: refraction) و نورتابناکی (فسفرسانس)، پراکندگی (به انگلیسی:scattering)، دوشکستی (به انگلیسی: Birefringence)، حساسیت به نور (به انگلیسی:Photo sensitivity)، پاشندگی (به انگلیسی: dispersion) ،بازتاب (به انگلیسی:reflection) ،پَراش (به انگلیسی:diffraction)، پُلاریزاسیون (قطبش)(به انگلیسی:polarization) می‌شود.
خواص نوری مواد ثابت نیستند، زیرا آن‌ها به پارامترهای بسیاری وابسته هستند مانند:
- ضخامت نمونه
- زاویه تابش
- دما
- ترکیب طیفی تابش
- اثرات قطبی شدن

در خواص نوری مواد، مواد ایزوتروپ با وجود عبور کردن نور در جهات مختلف دارای خواص یکسانند ولی خواص مواد آنیزوتروپ نشان می‌دهند که وقتی نور از درون آن‌ها از جهات مختلف عبور می‌کند، ویژگی‌های مختلفی را نشان می‌دهند.
در ادامه به توضیح برخی از این خواص می‌پردازیم

## بازتاب، عبور و جذب نور
به‌طور کلی، انعکاس، انتقال (عبور) و جذب بستگی به طول موج اشعهٔ تابش دارد.
بازتاب پدیده است که در آن تابش الکترومغناطیسی هم روی مرز میان دو فضا (بازتاب سطحی) و هم از داخل ماده (بازتاب داخلی یا حجمی) بازتاب می‌شود.
آن درحالی که عبور (Transmission) عبور تابش‌های الکترومغناطیسی از درون ماده است. هر دو پدیده می‌توانند به همراه پخش نور اتفاق بیافتند که انحراف و شسکت یک پرتو مستقیسم نور و پراکندهگی آن به بسیاری جهات است؛ که به آن انعکاس توزیع شده(diffuse reflection) و انتقال پراکنده (diffuse transmission) می‌گویند.
اگر پراکندگی نور اتفاق نیافتاد پروتو نور با توجه به قانون بازتاب، به صورت پرتوی نوری دیگر بازتاب می‌شود.
بازتاب، عبور و پخش نور فرکانس نور را تغییر نمی‌دهند (استثنا: اثر دوپلر باعث تغییر در فرکانس زمانی که ماده بازتابنده یا سطح در حال حرکت است می‌شود).
و در آخر جذب با تعامل با ماده، تبدیل انرژی تابشی به نوع دیگری از انرژی است (معمولاً گرما).

### بازتاب (Reflection)
به تغییر مسیر نور پس از برخورد با یک شئ گفته می‌شود و مقدار نور بازتاب شده از سطح شئ با توجه به میزان نور تابشی را توضیح می‌دهد.
نور که به سطح ماده برخورد می‌کند قسمتی از آن بازتاب می‌شود، قسمتی جذب و قسمتی از آن عبور می‌کند.
بازتاب همیشه در سطح ماده اتفاق میفتد البته برای مواد نیمه شفاف بازتاب در درون ماده نیز اتفاق میفتد.
بازتابش به موارد مختلفی بستگی دارد از جمله: طول موج نور، زاویهٔ تابش و بازتابش، قطبش نور، جنس ماده (فلز، پلاستیک و…)، ترکیب شیمیایی، ساختار ماده و حالت ماده و سطح آن (دما، سختی سطح آن، درجهٔ اکسیداسیون و …).
در یک سطح صاف و جلا داده شده بازتاب آیینه وار و مستقیم است ولی بروی یک سطح ناصاف بازتاب پراکنده و نامنظم است.
این عمل از قانون بازتاب نور پیروی می‌کند: زاویهٔ تابش = زاویه بازتابش و پرتو تابش، پرتو بازتاب و خط عمود، هر سه در یک صفحه قرار دارند.
یکی از استفاده‌های آن پوشش‌های سیاه برای دیوارها، اتاق‌ها و… است که نیازمند کمترین بازتاب نور ممکن است ویا در لامپ‌ها جلوی اتومبیل و از این دسته لامپ‌ها که نیازمند بیشترین بازتاب ممکن برای از دست نرفتن نور است.
|

برای یک زاویهٔ تابش بزرگ، نور بازتاب شده تا حدودی قطبی می‌شود. دو جهت اصلی قطبش s و p تعریف می‌شوند. s جهت عمود بر صفحهٔ شامل پرتوهای تابش و بازتابش است و p جهت صفحهٔ موازی با آن.

#### سپیدایی (albedo)
به درصد بازتاب نور از یک سطح گفته می‌شود. می‌تواند مقادیر صفر تا یک را اختیار کند. ۱ روشنایی کامل (مطلق) و ۰ تاریکی کامل (مطلق) می‌باشند
استفادهٔ آن برای سیارات این گونه است که هر سیاره آلبدوی دارد که دمای آن سیاره کاملاً به آن مربوط می‌شود (البته برای باقی ماندن این انرژی، سیاره به گازهای گلخانه‌ای نیز هم نیاز دارد) مثلاً آلبدوی زمین ۰٫۳۷ است. این بدان معنی است که زمین ۳۷ درصد انرژی خورشید را منعکس و بقیه (۶۳ درصد) را جذب می‌کند.
برای مثال آلبودی مریخ ۰٫۱۵ است این بدان معنی است که انرژی زیاد‌تری جذب می‌کند اما به دلیل غلظت کم اتمسفر و گازهای گلخانه‌ای مریخ، دمای مریخ سردتر از مقداری است که بتواند میزبان حیات باشد

### عبور نور (Transmission)
Transmission عبور تابش‌های الکترومغناطیسی از درون ماده است. این پدیده می‌توانند به همراه پخش نور اتفاق بیافتند که انحراف و شسکت یک پرتو مستقیسم نور و پراکندهگی آن به بسیاری جهات است؛ که به آن انتقال پراکنده (diffuse transmission) می‌گویند.
نوری که عبور نکند یا جذب می‌شود یا بازتاب می‌شود.
برخی از استفادهای آن:
-شیشه‌های خانه‌ها و اتومبیل‌ها که نیازمند بیشترین انتقال و عبور نور از طیف نوری مرئی و کمترین انتقال و عبور نور از طیف مادون قرمز (کاهش انتقال حرارات تابش)
است.
- عینک‌های محافظتی در مقابل لیزر که نیازمند بیشترین عبور طیف نور مرئی و عبور کم طیف با طول موج لیزر است.
- عایق حرارتی که نیازمند کمترین عبور طیف مادون قرمز برای کاهش انتقال حرارت

### جذب نور (absorption)
جذب نور یکی از خواص نوری مواد است که نشان می‌دهد نسبت به نور تابیده شده به جسم چه مقدار از آن جذب ماده می‌شود. به این موضوع می‌پردازد که چگونه ماده انرژی فوتون را می‌گیرد و همچنین چگونه انرژی الکترومغناطیسی را به انرژی درونی خود تبدیل می‌کند
جذب نور برای مواد کدر و مات در سطح ماده انجام می‌پذیرد و برای مواد نیمه شفاف در سطح و درون ماده یا داخل حجم آن اتفاق می‌افتد.
همچنین شدت نوری که هنوز بعد از برخورد به سطح جذب نشده‌است به صورت تابعی نمایی از عمق زیر سطح ماده و ضریب جذب کاهش می‌یابد. برای مثال تصویر زیر ضریب جذب نور آب را نشان می‌دهد

جذب نور به مانند بازتابش به عواملی همچون طول موج نور و جهت تابش آن، نوع ماده (فلز، پلاستیک و …)، ترکیب شیمیایی و ساختار ماده و حالت ماده و سطح آن بستگی دارد.

## فسفرسانس و فلوئورسانس
فسفرسانس و فلوئورسانس پدیده‌هایی هستند که در آن‌ها یک ماده خاص پس از قرار گرفتن در مقابل نور مرئی یا غیر مرئی یا حرارت (تحریک شده) این انرژی را در خود ذخیره می‌کند و سپس آن انرژی را به صورت طیفی از امواج مرئی در طول مدت زمانی منتشر می‌کند.
تفاوت آن‌ها در اختلاف زمانی بین این دو دریافت و تابش یا به عبارت گر دوام تابش است. اگر زمان تحریک کمتر از ۱۰ به توان ۸- ثانیه باشد، این پدیده را فلوئورسانس می‌نامیم و اگر زمان تحریک بیش از ۱۰ به توان ۸- ثانیه باشد آن را فسفرسانس می‌نامیم. به عبارتی در فسفرسنس تحریک طولانی‌تر و تشعشع طولانی تری داریم و در فلوئورسانس تحریک کوتاهتر تر و تشعشع کوتاهتری تری داریم. در فلوئورسانس که نمونه آن نور مهتابی یا صفحه تلویزیون است تابش آنی است و تقریباً بلافاصله بعد از قطع نور تمام می‌شود. در حالی که در فسفرسانس ماده بعد از قطع نور نیز تا مدتی به تابش ادامه می‌دهد که مقدار آن بسته به ماده مورد استفاده می‌تواند از چند ثانیه تا چندین روز طول بکشد. در فلوئورسانس برانگیختگی میان دو تراز اصلی با انرژی‌های E1,E2 اتفاق می‌افتد که جابجایی بین أن‌ها کاملاً أزاد است. الکترون با دریافت انرژی برانگیخته شده و به تراز E2 می‌رود و پس از ۸تا ۱۰ ثانیه دوباره به تراز اول بر می‌گردد و فتونی با انرژی E2-E1 تابش می‌کند اما در فسفرسانس ماجرابدلیل وجود یک تراز میانی کمی پیچیده‌تر است این تراز که مابین تراز پایه و برانگیخته قرار دارد تراز نیمه پایدار می‌باشد و مانند یک دام برای الکترون‌ها عمل می‌کند به خاطر شرایط خاص این تراز انتقال الکترون از أن به سایر ترازها ممنوع واحتمال أن بسیار کم است بنابراین چنانچه الکترونی پس از برانگیختگی از تراز E2 در دام تراز نیمه پایدار بیافتد آنجا می‌ماند تا زمانی که به طریقی دیگر مجدداً برانگیخته شود و به تراز E2 برگردداین اتفاق می‌تواند تحت تأثیر جنبش‌های گرمایی اتم‌ها یا مولکول‌های مجاور ویا برانگیختگی نوری روی دهد اما احتمال وقوع أن بسیار کم است به همین دلیل چنین الکترونهایی تا مدت‌ها در تراز میانی می‌مانند (بسته به ساختار اتمی ماده و شرایط محیطی) و همین عامل تأخیر در باز تابش بخشی از انرژی دریافت شده‌است. تحریک این ماده‌ها به گونه‌های مختلف انجام می‌شوند: بمباران فوتونی، الکترون‌ها، یون‌های مثبت، واکنش‌های شیمیایی، گرما و گاهی اوقات (مخصوصاً در جانداران) تنش‌های مکانیکی… راز کرم‌های شب تاب در فسفرسانس است.

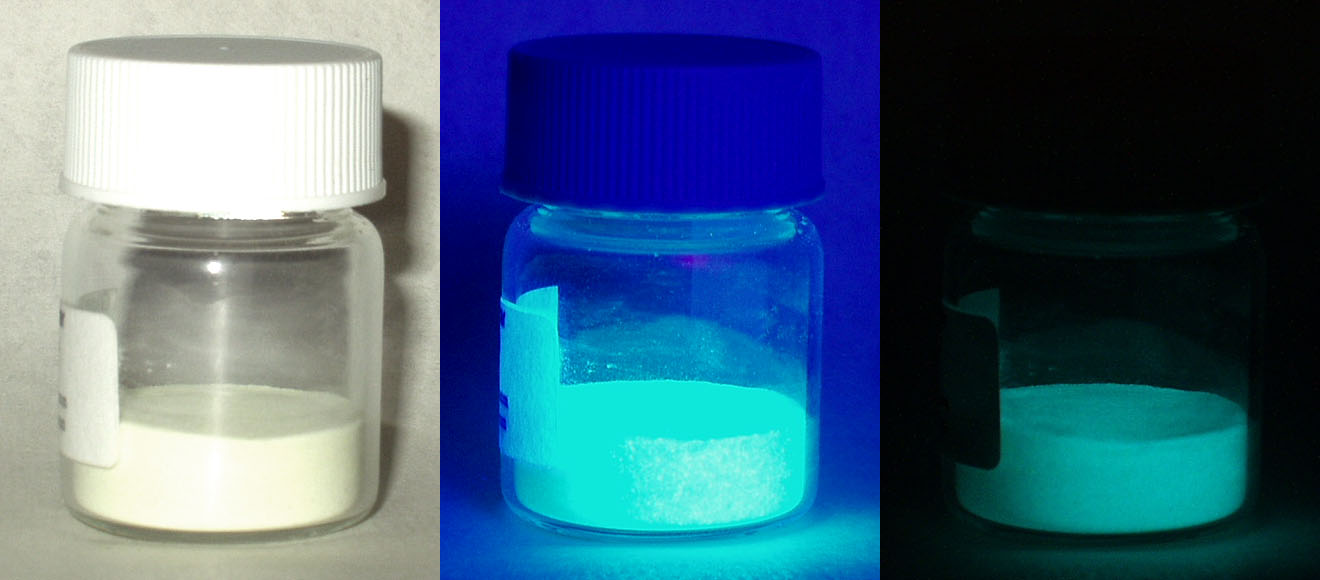